# Samantha chi?
Samantha chi? (Samantha Who?) è una serie televisiva statunitense creata da Cecelia Ahern e Don Todd.
La serie, che ha debuttato sul canale televisivo ABC il 15 ottobre 2007, ha fatto il suo debutto in Italia il 20 febbraio 2008 sul canale Fox Life, per poi essere trasmessa su Italia 1 dal 10 maggio 2010.
La seconda stagione è andata in onda negli USA a partire dal 13 ottobre 2008. Il 19 maggio 2009 la ABC ha ufficialmente cancellato la serie. Gli ultimi episodi sono stati mandati in onda a partire da fine giugno 2009.

## Trama
La serie ha per protagonista Christina Applegate, che interpreta Samantha, ragazza egoista ed egocentrica che dopo un brutto incidente finisce in coma. Al suo risveglio, una forma di amnesia non le fa ricordare nulla della sua vita pre-coma, non facendole riconoscere né il fidanzato né l'eccentrica madre, e dandole l'opportunità di ricominciare una vita tutta nuova.

## Episodi
| Stagione         | Episodi | Prima TV originale | Prima TV Italia |
| ---------------- | ------- | ------------------ | --------------- |
| Prima stagione   | 13      | 2007-2008          | 2008            |
| Seconda stagione | 22      | 2008-2009          | 2009-2010       |

## Produzione
Inizialmente la serie doveva intitolarsi Sam I Am, poi rinominata Samantha Be Good per essere intitolata definitivamente Samantha Who?.